# Megaselia signabilis
Megaselia signabilis är en tvåvingeart som beskrevs av Rudolf Beyer 1965. Megaselia signabilis ingår i släktet Megaselia och familjen puckelflugor. Inga underarter finns listade i Catalogue of Life.